# Бела III
Бе́ла III (угор. III. Béla, 1145 — 23 квітня 1196) — угорський король між 1172 та 1196 роками, з 1161 герцог Хорватії і Далмації. Син Гейзи II та Єфросинії, дочки великого князя київського Мстислава Володимировича Великого.

## Біографія

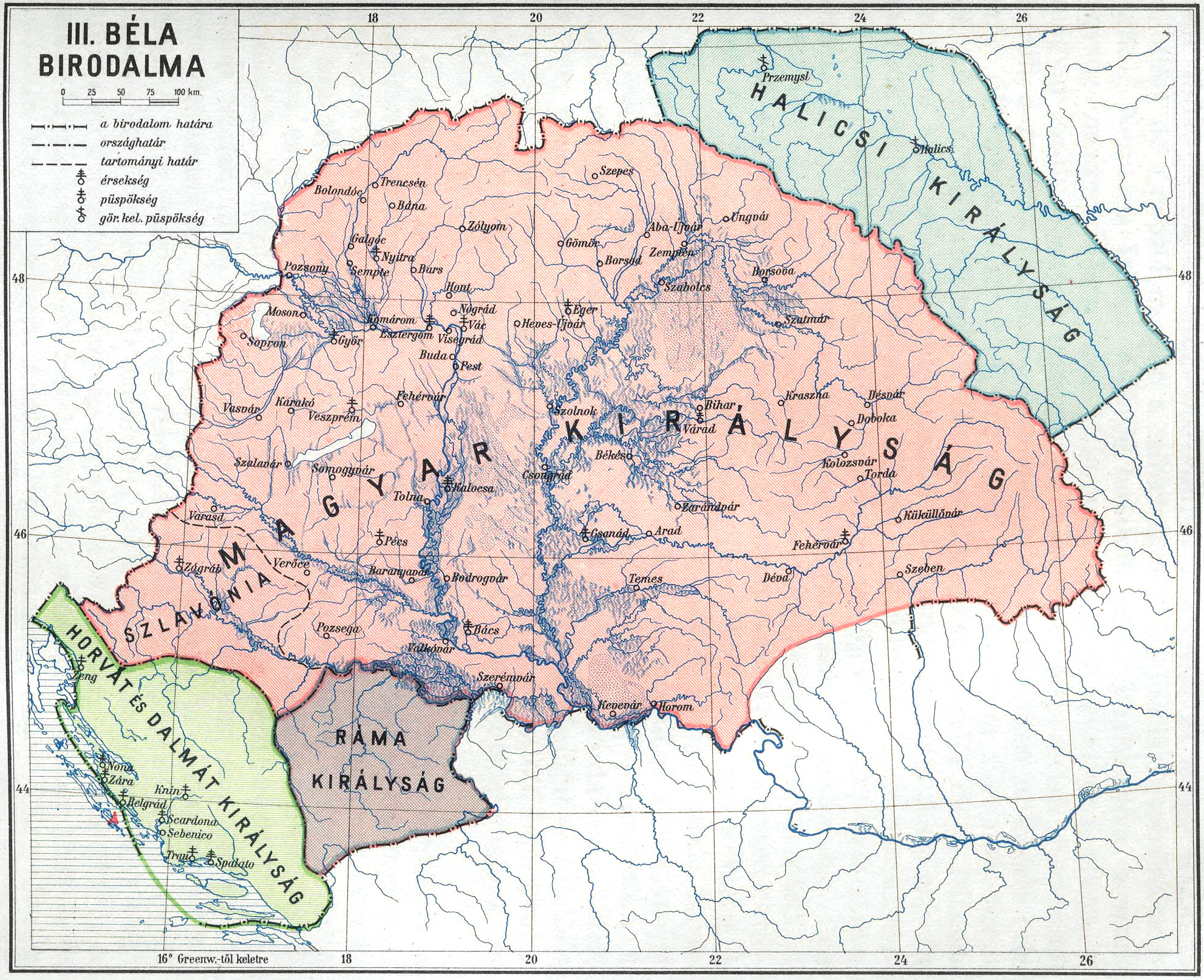
Угорське королівство за правління Бели ІІІ

У травні 1162 королем проголосили Стефана III, який відправив 1163 свого молодшого брата Белу заложником до візантійського імператора Мануїла I Комнена у Константинополь, де той перехрестився на Олексія, отримав гарну освіту в Константинопольському університеті. Імператор через відсутність спадкоємця заручив його з своєю донькою Марією Комнен і надав титул деспота. Під приводом захисту прав Бели імператор розпочав війну з Угорщиною і згідно з укладеним миром від липня 1167 зайняв Хорватію і Далмацію. Марія з Антіохії 1169 народила довгоочікуваного спадкоємця Олексія, що спонукало Мануїла І розірвати заручини і одружити Белу з сестрою своєї дружини Агнесою з Антіохії. У травні 1172, ймовірно, був отруєний 25-річний король Угорщини Іштван III, після чого помер його новонароджений син. Мануїл І допоміг йому захопити столицю Угорщини в обмін на обітницю не нападати на Візантію до смерті імператора та його сина Олексія ІІ. Королева-матір і барони противились його коронації, як і архієпископ Естергому Лукас. Папа Олександр III доручив архієпископу Калоча коронувати 13 січня 1173 Белу III. Він відіслав королеву-матір у Палестину і ув'язнив молодшого брата Гейзу, якому вдалось втекти до Леопольда V Австрійського. Разом чеським князем він атакував Австрію, змусивши герцога видати брата.

Герб Бели III

Після смерті імператора Мануїла І повернув до Угорщини Срем, Хорватію і Далмацію (1180). Після вбивства 1183 імператора Олексія ІІ Комніна він захопив у Візантії Белград, землі у Болгарії. Для замирення Бела III видав 1185 доньку Марію-Маргариту за імператора Ісаака ІІ Ангела. Через Угорщину 1189 у Третій хрестовий похід пройшли німецькі війська імператора Священної Римської імперії Фрідріха І Барбаросси, які Бела III забезпечив провіантом, домовлявся про їхнє проходження через терени Візантії і відправив з ними двотисячний загін з братом Гейзою.
У 1188 Бела, скориставшись конфліктом між галицьким князем Володимиром Ярославичем і боярами, захопив Галич і проголосив себе «королем Галичини». Залишив у Галичині намісником свого сина Андрія. 1189 року галицьке боярство об'єдналось з Володимиром і вигнало загарбників.
За підтримки візантійського імператора Бела III запровадив в управлінні країною візантійські порядки і звичаї, 1181 року ввів при дворі канцелярію для запису наданих привілеїв і розпоряджень, 1182 року коронував сина Імре для гарантування йому трону. За його правління в Угорщині розпочали зводити готичні споруди.

## Родина

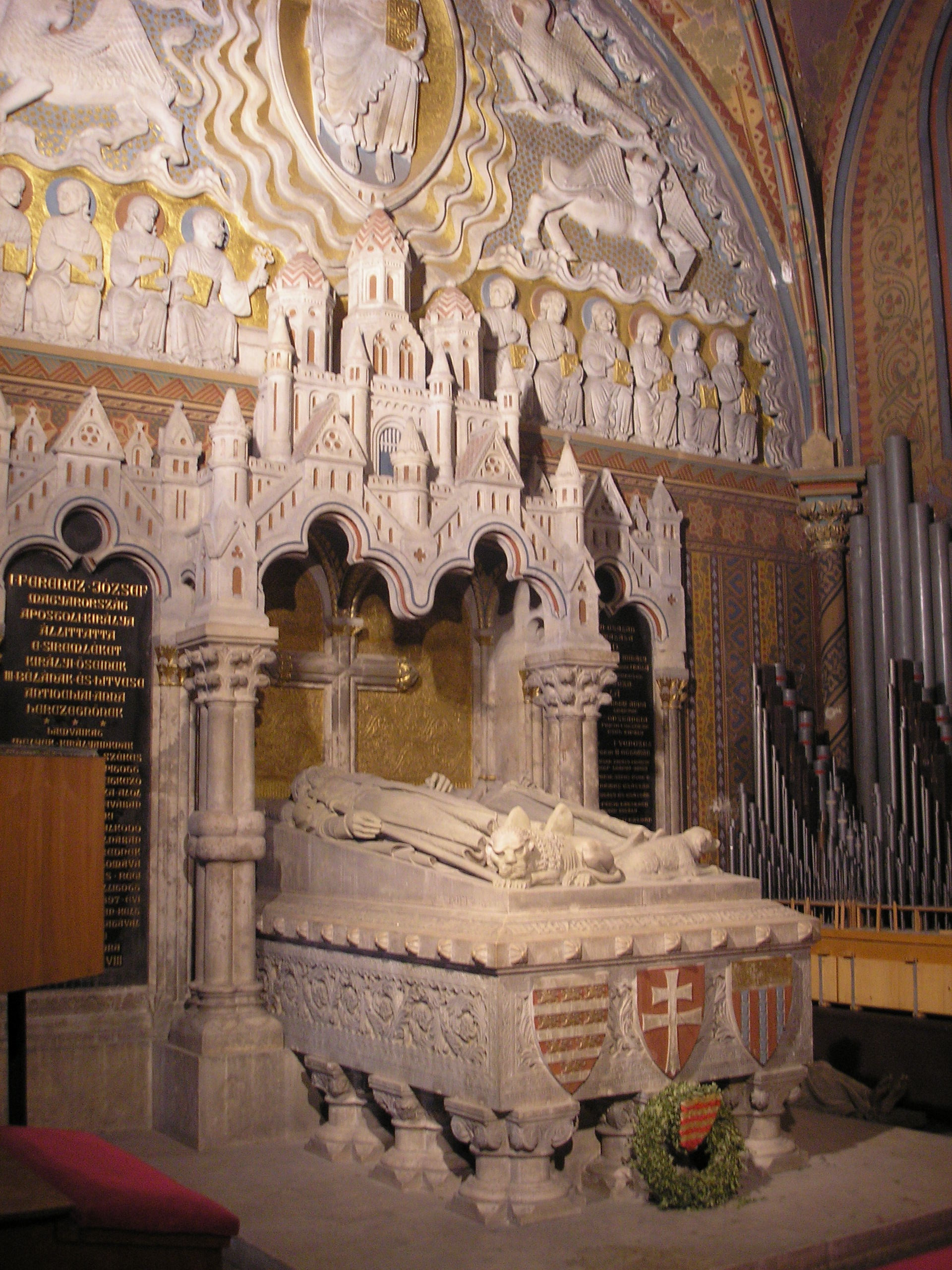
Саркофаг Бели III

1 Дружина — Агнеса Антіохійська (1154—1184), донька князя Антіохійського Рено де Шатільйона і Констанції
Діти:
- Імре (1174—1204) — король Угорщини з 1182
- Марія-Маргарита (1175—1223) — дружина імператора Візантії Ісаака ІІ Ангела
- Саламон (помер у дитинстві)
- Андрій ІІ (1177—1235) — титулярний король Галичини, король Угорщини з 1205
- Констанція (1180—1240) — дружина короля Чехії Пшемисла I Оттокара
- Стефан (помер у дитинстві)
- Незнана донька

2 Дружина — Маргарита, донька короля Франції Людовика VII і Констанції Кастильської, вдова Генріха Плантагенета.
Діти: не було.